# Тиханэ, Олег Николаевич
Олег Николаевич Тиханэ (1930—1999) — советский и российский инженер-конструктор, специалист в области разработки ядерного оружия; Лауреат Ленинской премии (1974) и Государственной премии СССР (1967). Главный конструктор ВНИИТФ (1972—1981).

## Биография
Родился 14 февраля 1930 года в городе Остров Псковской области в семье служащих.
С 1953 года после окончания Ленинградского военно-механического института направлен в город Челябинск и назначен инженер-конструктором, с 1954 года заместителем начальника Специального конструкторского бюро (СКБ) Челябинского завода № 78 им. С. Орджоникидзе.
С 1956 года работал в системе атомной промышленности СССР — направлен в закрытый город Челябинск-70 — старший инженер-конструктор, с 1957 года начальник группы, с 1958 года начальник отдела (разработка ядерных боевых частей для подводного флота ВМФ), с 1965 года заместитель начальника Сектора № 7, с 1971 года первый заместитель главного конструктора, с 1972 года — главный конструктор по разработке ядерного оружия, с 1981 года ведущий специалист Научно-конструкторского отделения (НКО) Всероссийского научно-исследовательского института технической физики (ВНИИТФ), под его руководством была организована работа по обеспечению работоспособности ядерных боеприпасов в заданных условиях, безопасной их эксплуатации в неблагоприятных и аварийных ситуациях. По инициативе О. Н. Тиханэ и при его непосредственном участии разработаны технические решения повышения стойкости ядерных боеприпасов сухопутного и морского базирования к средствам противодействия..
С 1970 года был одним из главных конструкторов по разработке ядерных боезарядов МБР для жидкостной межконтинентальной баллистической ракеты шахтного базирования — УР-100Н.
Умер 12 июня 1999 года похоронен в городе Снежинске.

## Награды
Источники:

### Ордена
- Орден Ленина (1978)
- Орден «Знак Почёта» (1966)

### Премии
- Ленинская премия (1974)
- Государственная премия СССР (1967)